# 821 Fanny
Fanny (asteroide 821) é um asteroide da cintura principal, a 2,2024186 UA. Possui uma excentricidade de 0,207103 e um período orbital de 1 690,92 dias (4,63 anos).
Fanny tem uma velocidade orbital média de 17,87109709 km/s e uma inclinação de 5,37832º.
Esse asteroide foi descoberto em 31 de Março de 1916 por Max Wolf.